# غوبونتو
غوبونتو (بالإنجليزية: Gobuntu)‏ هي توزيعة لينكس ملغية. كانت التوزيعة اشتقاقًا رسميًا لنظام التشغيل أوبونتو، وكانت تهدف إلى توفير نسخة من أوبونتو تحوي على برمجيات حرة بالكامل. تم إصدار أول نسخة من المشروع في أكتوبر 2007.
بعد أن أصبحت أوبونتو توفر خيارًا لاستخدام البرمجيات الحرة حصرًا في مثبتها، قررت كانونيكال إلغاء المشروع في بداية 2008، وتم الإعلان عن ذلك رسميًا في مارس 2009.